# Janusz Morgenstern
Janusz Morgenstern (Mykoulyntsi, 16 novembre 1922 – Varsavia, 6 settembre 2011) è stato un regista e produttore cinematografico polacco.

## Biografia
Nato in una famiglia ebraica, figlio di David Morgenstern e di Esther Druks, trascorse gli anni della giovinezza in Podolia. Durante l'occupazione tedesca trovò rifugio anche nella casa del preside ucraino della scuola di Mykoulyntsi. I suoi genitori, invece, e i parenti più stretti furono uccisi durante la seconda guerra mondiale. Finita la guerra, Morgenstern ha intrapreso gli studi presso la Scuola nazionale di cinema, televisione e teatro Leon Schiller di Łódź, conseguendo il diploma nel 1954. All'inizio della sua carriera è stato assistente alla regia nei film di Wanda Jakubowska e Andrzej Wajda, collaborando alla direazione di Lotna, Generazione e Cenere e diamanti. Il successo personale arrivò con alcuni drammi che affrontavano la tematica giovanile e contemporanea: Arrivederci domani (Do widzenia, do jutra), che nel 1960 segnò il suo esordio come regista, Jowita e Trzeba zabić tę miłość. Riscossero un buon successo anche le serie televisive realizzate sul finire degli anni '60: Stawka większa niż życie, Kolumbowie e Polskie drogi.
David Morgenstern è morto il 6 settembre 2011 a Varsavia. I suoi funerali si sono svolti il 12 settembre presso il cimitero Powązki.

## Riconoscimenti
Nel 2008 ha ricevuto il Polskie Nagrody Filmowe alla carriera. Nel 2010 è stato insignito di un premio onorario al New York Polish Film Festival. Il 7 aprile 2011 ha inaugurato la sua stella nel Viale delle Stelle a Łódź.

## Filmografia parziale

### Regista
- Arrivederci domani (Do widzenia, do jutra) (1961)
- Jowita (1967)
- Trzeba zabić tę miłość (1972)
- La leggenda del cavallo bianco (Biały smok), (1987)